# Degerfors bibliotek
Degerfors bibliotek ligger vid Medborgarplatsen på Medborgargatan 11 i centrala Degerfors och har funnits i sin nuvarande byggnad sedan 1958.
Biblioteket har, förutom utlåning av böcker, ett uppmärksammats Instagram-konto.

## Sociala medier
Personalen på Degerfors bibliotek började publicera korta klipp på Instagram 2019. Sedan dess har intresset för bibliotekets satsning på sociala medier vuxit, särskilt efter att Degerfors bibliotek tog över Svensk biblioteksförenings Instagram-konto 2020. För innehållet på Instagram-kontot har biblioteket dessutom prisats.
Klippen har ofta en humoristisk underton och innehåller reflektioner från vardagen, samt anspelningar på finkultur. Två av karaktärerna som förekommer är ”Råbbin” och ”Harriet”, där den senare talar Degerfors-dialekt och gärna skämtar med eller ”trycker till” "Råbbin".